# Rossano Brazzi
Rossano Brazzi (Bolonia, Italia, 18 de septiembre de 1916 - Roma, 24 de diciembre de 1994) fue un actor y director de cine italiano que en algunas ocasiones utilizó como director el seudónimo de Edward Ross.

## Biografía y carrera

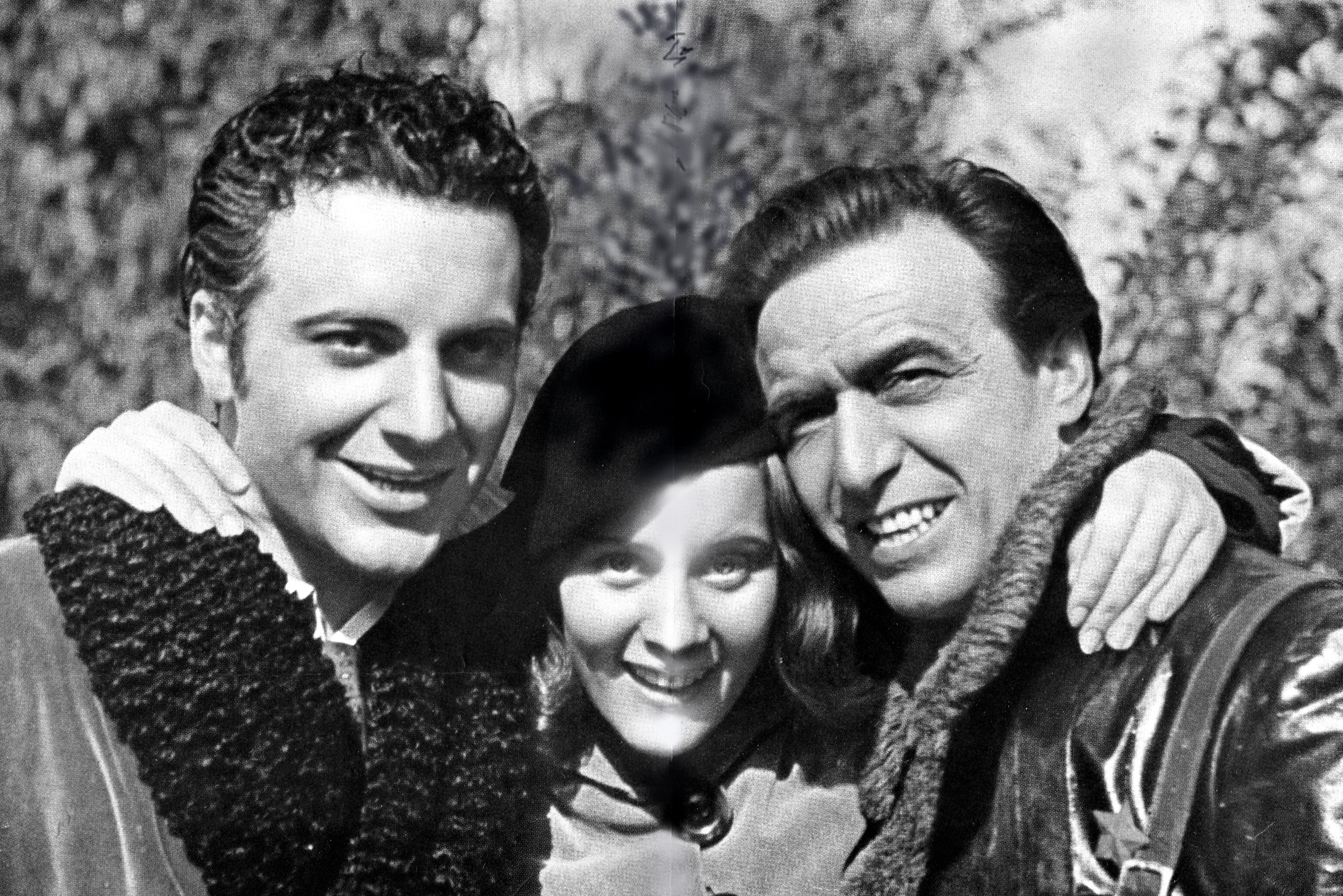
Rossano Brazzi, Alida Valli y Fosco Giachetti en el set de Los que vivimos (1942).

### Primeros años
Nieto del tenor Amedeo Bassi (que inauguró el Teatro Colón de Buenos Aires), fueron sus padres Adelmo Brazzi y María Ghedini; el matrimonio había tenido anteriormente otros dos hijos, pero uno nació muerto y la otra falleció a los 17 meses por lo cual la madre de Rossano, que era muy joven, lo sobreprotegía temiendo que algo pudiera ocurrirle. 
Debido a que el padre fue incorporado al ejército con motivo de la Primera Guerra Mundial la familia se mudó a Florencia, Italia, cuando Rossano Brazzi tenía cuatro años y su hermano Oscar, dos y posteriormente nació en esa ciudad su hermana Franca. En Florencia los padres tenían un comercio de venta de zapatos que diseñaba la madre. Alrededor de los 12 años participó en una opereta escolar que tuvo tanto éxito que además de estar dos días en el teatro local realizaron giras por Italia durante cerca de tres meses. 
Su padre leía mucho y gustaba de la ópera y debido a que no compartía las ideas fascistas fue amenazado varias veces. Rossano Brazzi gustaba del deporte: llegó a jugar de arquero en el equipo de fútbol profesional de Florencia y comenzó a boxear profesionalmente como peso mediano, ganó su primera pelea pero en la segunda noqueó a su rival ocasionándole una hemorragia cerebral. A pesar de que luego Brazzi supo que su rival se recuperaría, guardó los guantes y abandonó esa práctica.

### Iniciación en la actuación
En 1934 mientras cursaba su primer año de estudio de Derecho en la Universidad de Florencia, compañeros que participaban como aficionados en el teatro de dicha Universidad lo convencieron para probar una actuación. En su segundo año continuó esa afición y obtuvo un papel importante como el hijo pródigo en la obra La Casa de Siro Angeli y a partir de ahí decidió que deseaba seguir una carrera como actor.
En 1937 se graduó y su padre lo envió a Roma para hacer práctica con un viejo abogado, lo que le vino muy bien a Brazzi ya que esa ciudad era el centro del mundo teatral de Italia. Durante los dos años siguientes dedicaría una pequeña parte de su tiempo a la preparación de casos –en el primero, que fue la defensa de una mujer acusada de robar un pollo, tuvo éxito- y el resto a ensayar con una compañía encabezada por las famosas actrices Irma y Emma Gramatica en la cual había sido admitido luego de rendir ante esta última una prueba que consistió en la ejecución de una escena de la obra La Nemica (La enemiga) de Dario Nicodemi. 
Durante seis meses actuó con esta compañía en diversos lugares de Italia hasta que al encontrarse en una fiesta con el productor Michele Scalera, impresionado por el trabajo de Brazzi como el hijo paralítico en la obra de Maugham le ofrece un papel en la película Processo e morte di Socrate. El ofrecimiento, que llegó cuando Brazzi estaba comprometido para casarse con su antigua compañera de Universidad, Lidia Bertolini, le obligó a tomar una difícil decisión acerca de su futuro: él había sido educado para ser una “persona seria” que, en su caso, significaba trabajar de abogado pero, por otra parte, si bien sabía cuan inestable y frágil puede ser la carrera actoral, la elección por esta última se vio facilitada por el hecho de que por filmar películas un año le ofrecían lo que calculaba equivalía a su ingreso de diez años como abogado.

### LaSegunda Guerra Mundial
Aunque el fascismo no le atraía, Brazzi descubrió que no dar a conocer sus puntos de vista políticos le permitía proseguir su carrera interpretativa sin mayores interferencias y el inicio de la guerra total lo encontró ya establecido como uno de los actores de primera línea, motivo por el que su convocatoria a servir en el ejército se limitó a un período simbólico de treinta días en 1941 ya que se consideraba que la producción de películas proporcionaba entretenimiento que ayudaba a mantener la moral de la población. 
En 1942 los alemanes y el gobierno italiano le pidieron que fuera a Milán para hacer películas de propaganda con el auspicio oficial, actividad para la cual hasta ese momento no había sido requerido. Brazzi, que anteriormente había sido contactado por la resistencia italiana, se negó fingiendo una enfermedad y dejó de filmar hasta el fin del conflicto. La resistencia le había solicitado ayuda en conseguir comida para las personas que permanecían escondidas para evitar ser ejecutadas por las S.S. y que, debido a la escasez, en muchos casos estaban famélicas. Contaba para ello con dos circunstancias que le eran favorables: Brazzi tenía dinero con el que comprar comida en el mercado negro y disponía de acceso al Vaticano pues al ser sobrino del arzobispo de Bari era guardia papal, lo que le daba la posibilidad de encontrar cierta asistencia allí.
El estudio de cine Cinecittà había sido convertido en un campo de concentración y Brazzi y su grupo aprovecharon su conocimiento del lugar para ayudar a salir de allí 3 o 4 presos por noche, muchos de ellos prisioneros de guerra franceses e ingleses, que se estima totalizaron alrededor de 5.000.
Una semana antes de la liberación de Roma, Brazzi fue detenido por las S.S. y puesto a disposición de las autoridades italianas, posiblemente a raíz de una delación, lo que implicaba una fuerte probabilidad de inmediata ejecución. El actor alegó que había estado ayudando a todos, que podían haber sido fascistas o cualquier otra persona ya que en definitiva eran todos italianos y, sea porque fue lo bastante elocuente en su actuación o porque los Aliados ya estaban muy cerca, Brazzi fue encarcelado en lugar de ejecutado: una semana después estaba libre y más adelante recibió una condecoración al valor de manos del presidente Eisenhower.

### Primera incursión a Hollywood y retorno a Italia
La reputación interpretativa que tenía Brazzi al finalizar la guerra, asociada a su personaje habitual de aventurero romántico y fanfarrón, no encajaba en las nuevas tendencias de un cine en el que los productores habían abandonado el estilo austero y comprometido del neorrealismo. Fue así que aceptó gustoso la oferta que le hizo el productor norteamericano David O. Selznick para trabajar en Hollywood. Comenzó a estudiar inglés pero lo cierto es que al llegar a Estados Unidos apenas si podía leer en ese idioma, y si bien era capaz de memorizar sus parlamentos, la falta de comprensión del libreto y por ende del sentido de su papel, trababa su actuación. Su desilusión llegó con su primera caracterización –patillas, anteojos negros y una falsa barriga- que le hizo decir: “Yo soy Rossano Brazzi. Pienso que están equivocados y me han confundido con otro”.
Selznick opinaba que ese papel –el único que le había podido conseguir, por otra parte- era una gran oportunidad para Brazzi porque Paul Lukas lo había interpretado con éxito en la producción anterior que tenía como estrella a Katharine Hepburn; pero el acento del actor era pésimo –sonaba a  comediante napolitano- por lo que a duras penas el productor pudo conseguirle otro papel en la película Little Women. Cuando los críticos de manera casi unánime encontraron su actuación rígida, no creíble y falta de humor, a petición del actor se rescindió su contrato y volvió a Italia. Comenzó entonces una etapa negra de su vida: retornó al teatro, ámbito en el que se sentía más seguro en ese momento, y para detener el evidente declive de su popularidad probó suerte como productor. Su nula experiencia empresarial no solamente lo condujo a la ruina económica dejándolo fuertemente endeudado sino que hirió más su ya deteriorada imagen pública y, lo que quizás era más grave, su confianza en sí mismo.

### Resurgimiento de Brazzi
Era 1954 cuando su amigo Jean Negulesco, un director al que Brazzi había conocido en su incursión por Hollywood, le ofreció un papel basado en ningún elemento tangible: sólo su fe y su amistad. Al proceder en esa forma, Negulesco arriesgaba su reputación pues los productores de Hollywood le habían encargado que contratara al actor Vittorio Gassman para un papel en la película que preparaban; pero les dijo que Gassman no estaría disponible por años y sugiriendo a Brazzi. "Hay seis papeles. No esperes nada importante", le dijo al actor, no obstante lo cual el mismo estaba encantado con la propuesta. El rol de un joven profesor italiano enamorado que le fue encomendado a Brazzi era el tercero en importancia entre los protagonistas varones, detrás de Clifton Webb y Louis Jourdan. No tenía una participación extensa pero la película lo presentó ante el público estadounidense como la atractiva nueva personalidad romántica: se trataba de Three Coins in the Fountain (Creemos en el amor en España, La fuente del deseo en Hispanoamérica).
Su relanzamiento definitivo fue junto a Ava Gardner y Humphrey Bogart en La condesa descalza. A partir de ahí, el actor continuó trabajando de manera  ininterrumpida hasta su fallecimiento. Ya a edad madura, participó en populares series de televisión como Los ángeles de Charlie y The Love Boat. En 1981 tuvo un papel destacado en la tercera película de la saga de terror La profecía (Omen III: The Final Conflict, conocida en España como El final de Damien).
Rossano Brazzi murió el 24 de diciembre de 1994 en un hospital de Roma como consecuencia de un virus que afectó su sistema nervioso. Tenía 78 años y en ese momento no estaba trabajando en ninguna película.